# Propygoplus rugosa
Propygoplus rugosa is een hooiwagen uit de familie Assamiidae.